# Белопятнистый агамиксис
Белопятнистый агамиксис (лат. Agamyxis albomaculatus) — вид сомов семейства броняковых. В природе агамиксиса белопятнистого можно встретить в бассейне реки Амазонки (Перу, Бразилия). Этот сом обитает на мелководьях и у заросших берегов, богатых упавшими деревьями и корягами.

## Описание
У этого сомика длинное тело, которое сужается в области спинного плавника и переходит в хвостовой стебель. Спинной плавник имеет треугольную форму, а хвостовой — закруглён. Имеется маленький жировой плавник. Бока рыбки закрывают твёрдые костные пластины. По телу разбросаны разного цвета пятнышки. У молодых особей эти пятнышки блестящего белого цвета. Голова крупная. с парой усов длиной около 3 см.
В природе этот вид достигает длины 16 см, а в аквариуме — 10 см. Продолжительность жизни в аквариуме может достигать 17 лет при условии хорошего содержания.

## Условия содержания
Сомиков содержат при:
- Жёсткость воды (gH) до 25 °;
- Кислотность воды (pH) 6-7,5  ;
- Температура (t) 25-30 °C.

Для содержания рыбок нужен аквариум от 100 литров, с густыми зарослями растений и достаточным количеством коряг и укрытий.

### Кормление
Агамиксис белопятнистый в аквариуме питается живым и растительным кормом, а также заменителями.

### Разведение
Половой зрелости агамиксис белопятнистый достигает в возрасте 2-3 лет. Нерестовик должен быть длинной до 60 см с различными укрытиями и растениями. Также обязательно надо посадить в аквариум куст болбитиса Геделоти. Освещение должно быть приглушённое. Параметры воды:
- Жёсткость воды (gH) от 8 °;
- Кислотность воды (pH) 6,7  ;
- Температура (t) 25 °C.

Самка агамиксиса как правило мечет около 1000 икринок. Инкубационный период длится до 40 часов. Через 2 суток мальки начинают плыть и питаться. Стартовый корм: мелкий резаный трубочник, просеянный через мелкую сетку.